# Windows XP
A Microsoft Windows XP (eredeti kódnevén Whistler) a Microsoft Windows operációs rendszer egyik verziója. A 2001. október 25-én kiadott két alapváltozat (Professional és Home Edition) magyar nyelven is megjelent. A Windows XP-vel a Microsoft egybeolvasztotta az otthoni és üzleti felhasználóknak címzett operációs rendszer vonalait, a Windows 2000 alapkód körül egyesítve ezeket. A terméktámogatás Mainstream Support fázisa 2009 áprilisáig tartott, a meghosszabbított támogatás pedig 2014. április 8-ig mind a Home, mind a Professional változatnál. Néhány országban (mint például Dél-Koreában) még mindig gyártják, különféle licencszerződések értelmében. A Windows XP a számítógépek 0,59%-án fut a StatCounter 2021. júniusi adatai szerint.

## A név eredete
Az XP a termék nevében az angol experience (élmény) szóra utal, ezzel szimbolizálva a Windows XP-felhasználók részére nyújtott innovatív élményeket.

## Felhasználói felület
A Windows XP új, feladatalapú, valamelyest egyszerűsített grafikus felhasználói felülettel rendelkezik („Luna”). A Start menüt és a keresési megoldást újratervezték, és sok vizuális hatást adtak az operációs rendszerhez.
A Windows XP beépítetten kezeli a „vizuális stílusok” használatát, viszont ezeket a Microsoftnak digitálisan alá kell írnia, hogy működjenek. A Windows XP alapértelmezés szerint két vizuális stílussal rendelkezik (melyet három különböző színsémára lehet állítani). A korábbi, Windows 2000-szerű kinézet is választható.
Alapértelmezett háttérképe magyarul a Lanka. Szélesebb körben Bliss néven ismert.

## Kiadások
A Windows XP az alábbi kiadásokban jelent meg:
| Operációs rendszer                          | Megjegyzés |
| ------------------------------------------- | --- |
| Windows XP Starter Edition                  | csak netbookokra és notebookokra előtelepítve, korlátozásokkal; csak kevésbé gazdag országokban                  |
| Windows XP Tablet PC Edition                | fejlődő országokban.                                                                                             |
| Windows XP Home Edition                     | otthoni felhasználásra.                                                                                          |
| Windows XP Professional                     | professzionális és üzleti célokra, nagyvállalatoknak mennyiségi licenccel.                                       |
| Windows XP Media Center Edition             | otthoni szórakozásra.                                                                                            |
| Windows XP Professional x64 Edition         | a legbővebb kiadás, az összes funkcióval.                                                                        |
| Windows XP 64-Bit Edition                   | egy Windows XP-re épülő új rendszer régi gépekre, nagyvállalatoknak mennyiségi licenccel.                        |
| Windows XP kiegészítések (Extended Edition) | ezek fentiek közül mindegyikből megjelent. Ezek nem tartalmaznak Windows Media Playert és Windows Media Centert. |

### Windows XP Professional
A 2001-ben kiadott, magyarul is megjelent Windows XP Professional a Windows 98SE-nél megbízhatóbb és biztonságosabb, a Windows 2000 alapjaira épülő rendszert adott a felhasználók kezébe, amely ötvözte a Windows 9x vonal felhasználó-központúságát a Windows 2000 stabilitásával és kiforrottságával, hiszen ez utóbbi a Windows NT továbbfejlesztése volt (NT4.0 illetve NT3.x) elsősorban szerver-kliens műveletek kiszolgálásra optimalizálva.. Az újdonságok közé tartozott az új megjelenés, a távoli asztal támogatása, a fájlrendszer titkosítása, a rendszer-visszaállító és speciális hálózati funkciók. Kulcsfontosságú újítás a hordozható számítógépek felhasználóinak a vezeték nélküli 802.1x hálózati támogatás, valamint a Windows Messenger és a Távsegítség és telepítés.

### Windows XP Home Edition
A 2001-ben kiadott, magyar nyelven is megjelent Windows XP Home Edition új, egyszerűsített megjelenést nyújtott. Az otthoni felhasználóknak tervezett operációs rendszer olyan újításokat nyújt, mint a Hálózat telepítése varázsló, a Windows Media Player, a Windows Movie Maker és a javított digitálisfénykép-kezelés. A Professional-tól eltérően ez nem képes kihasználni a többprocesszoros PC-k SMP lehetőségeit.

### Windows XP 64-Bit Edition
A 2003-ban kiadott 64 bites Windows XP-változat az olyan felhasználók igényeit célozta meg, akik 64 bites processzort használó munkacsoportokban dolgoztak. Az első 64 bites Windows operációs rendszer, a Windows XP 64-Bit Edition (kódnevén Sundown) a specializált, technikai munkacsoport-felhasználóknak volt tervezve, akiknek sok memóriára és lebegőpontos teljesítményre van szüksége az olyan területen, mint a filmek speciális effektjei, a 3D animáció, a tervezés és a tudományos alkalmazások. Ez a változat 64 bites Intel Itanium processzorokat támogatott.

### Windows XP Media Center Edition
Az otthoni számítógépezéshez és szórakozáshoz adta ki a Microsoft a Windows XP Media Center Edition (kódnevén Freestyle) operációs rendszert 2002 októberében speciális médiaközpontú személyi számítógépekre.
A Windows XP Professional összes előnyével együtt a Media Center Edition további digitális média és szórakoztatási lehetőségeket nyújtott, így az otthoni felhasználók böngészhettek az interneten, élő televíziót nézhettek, kommunikálhattak a barátaikkal és családjukkal, digitális zene- és videokollekciókat és DVD-ket nézhettek, és otthonról dolgozhattak.
A Windows XP Media Center Editionnek a kezdeti kiadása óta két frissítése is volt, az egyik a 2004, a másik a 2005-ös számú. A Media Center Edition 2005-ben számos új szolgáltatást és javítást tartalmazott.

### Windows XP Tablet PC Edition
A Microsoft 2002 novemberében mutatta be a Windows XP Tablet Editiont. A notebook számítógépek következő lépése, a tábla PC-k egy tollat használnak kézírás-felismerési lehetőségekhez, de billentyűzettel és egérrel is használhatók voltak. A felhasználók a létező Windows XP alkalmazásaikat is futtathatták ezen az operációs rendszeren. Így egy a hagyományos notebook számítógépeknél sokkal sokrétűbb és hordozhatóbb számítógépet kaptak.

### Windows XP Starter Edition
A Windows XP Starter Edition egy olcsóbb Windows XP, mely csak a fejlődő országokban érhető el. Hasonlít a Windows XP Home Editionhöz, de bizonyos funkciókat eltávolítottak belőle, és korlátozásokat adtak hozzá: a képernyőfelbontás legfeljebb 1024 × 768 képpontra állítható, egyszerre legfeljebb három alkalmazás futtatható, az otthoni hálózat és a nyomtatómegosztás nem hozzáférhető, és csak egy felhasználói fiók van engedélyezve, melynek neve owner. Az operációs rendszerhez honosított súgófunkciókat adtak, országfüggő háttérképeket és képernyőkímélőket, és számos előre meghatározott beállítást, hogy könnyebb legyen a kezdőknek használniuk a Windowst.
A terméket azért adták ki, hogy a szerényebb anyagi körülmények között élők is biztonságosan és felhasználóbarát felületen internetezhessenek. A gyártó nem titkolt célja, hogy visszaszorítsa az illegális szoftverek piacát azokon a területeken, ahol egyébként a legnagyobb mértékű a szoftverkalózkodás.

### Windows XP Professional x64 Edition
x64 architektúrájú processzorokhoz kiadott, a Windows Server 2003 SP1-en alapuló változat, AMD AMD64 technológiájú vagy Intel EM64T kiegészítéssel rendelkező rendszerekre. A közös kódbázis miatt ugyanazok a szervizcsomagok és hotfixek vonatkoznak rá, mint a Windows Server 2003 x64-es változatára.

## Szervizcsomagok
A Microsoft szervizcsomagokat (service pack) is kiad a Windows operációs rendszerhez, hogy problémákat javítsanak és funkciókat adjanak a rendszerhez. Ezek a csomagok kumulatívak, vagyis tartalmazzák az addig megjelent összes frissítést, illetve akár új szolgáltatásokkal is bővíthetik a rendszert.

### Service Pack 1
Az 1. szervizcsomag (Service Pack 1; SP1) angol verzióját 2002. szeptember 9-én adták ki. Legfontosabb funkciói az USB 2.0-támogatás és a Programok hozzáférhetősége és alapértelmezései nevű kisalkalmazás. Ez a csomag 320 programjavítást tartalmaz.
Nem sokkal később kiadtak egy 1a verziót a szervizcsomagból, hogy eltávolítsák a Microsoft-féle Java virtuális gépet, ugyanis elvesztették a Sun Microsystemsszel szembeni bírósági ügyet. Jelenleg Szervizcsomag 1-nek az 1a-t nevezzük.

### Service Pack 2
A 2. szervizcsomag, a Service Pack 2 (SP2) angol verzióját 2004. augusztus 6-án adták, a magyar változatot pedig szeptember 22-én. Ez a szervizcsomag erősen a biztonságra fókuszál. Az eddigi szervizcsomagokkal szemben az SP2 sok új funkciót ad a Windows XP-hez, beleértve egy új tűzfalat (lecserélve az internetkapcsolat tűzfalát Windows tűzfalra), WiFi-segédprogramot, előugróablak-blokkoló funkciót az Internet Explorerhez, valamint továbbfejlesztett Bluetooth-támogatást. Továbbá új alkalmazásprogramozási felületet is tartalmaz, melynek segítségével a külső víruskeresők és tűzfalak együttműködhetnek az új biztonsági központ alkalmazással, mely általános áttekintést ad a rendszer biztonságáról. Ennek a változatnak a segítségével valamelyest csökkenthető a kémprogramok és vírusok jelentette veszély. Összesen 800 hibajavítást és programbővítést tartalmaz.
Az SP2 egyúttal számos frissítést nyújt a Tablet PC Edition és a Media Center Edition részére is.

### Service Pack 3
A Windows XP Service Pack 3 (SP3) build 5512-nek 2008. április 21-én készült el a gyártásra kész verziója. Nyilvánosan 2008. május 6-ától hozzáférhető a Microsoft letöltőközpont oldalán és a Windows Update-en. Nyár elejétől automatikusan települt a felhasználóknak. A Microsoft Dynamics Retail Management Systemmel való kompatibilitási probléma miatt a Microsoft azt javasolja, hogy az SP3-at az érintett rendszerekre ne telepítse senki, míg nem készül el a hotfix. Az XP-hez különálló letöltésként eddig is hozzáférhető új képességekről, továbbá a Windows Vistából vissza-portolt képességekről (mint a feketelyuk-útválasztók észlelése, a hálózatvédelem (Network Access Protection, NAP) és a Windows Imaging Component) a Microsoft egy ismertetőt adott ki. A Microsoft állítása szerint 1174 hibajavítást integráltak az SP3-ba. Az Internet Explorer 7-et nem tartalmazza a szervizcsomag.

#### Új képességek listája
- feketelyuk-útválasztók észlelése
- hálózatvédelem (Network Access Protection, NAP)
- CredSSP biztonsági szolgáltató
- Részletesebb felhasználói felület a Vezérlőpultról elérhető biztonsági beállítások megadásához
- A Rendszergazda és Szolgáltatás házirendbejegyzések fokozott biztonsága
- Microsoft kernel módú kriptográfiai modul
- Windows termékaktiválás – nem szükséges már a telepítéskor megadni a termékkulcsot

#### Eltávolított képességek
- A tálca „cím” eszköztára el lett távolítva. A TechNeten azt írják, jogi megfontolásokból kellett megszüntetni a funkcionalitást. Ez valószínűleg az USA vs. Microsoft, esetleg EU vs. Microsoft perre utal az Internet Explorer és a Microsoft Windows árukapcsolásáról. A funkcionalitás visszaállítható a browseui.dll régebbi változatának visszamásolásával vagy ingyenes alternatívák használatával (például MuvEnum Address Bar vagy a Windows Asztali Kereső Deskbarja).[10][11][12][13]

#### Részletek
A „slipstreamelt”, azaz SP3-mal integrált kiskereskedelmi és OEM XP telepítő médiumok termékkulcs nélkül is telepíthetők, és teljes funkcionalitással futtathatók 30 napig, aminek letelte után a felhasználótól kéri a termékkulcsot a termékaktivációhoz. A mennyiségi termékkulcsos (Volume Licence Key) verziók továbbra is kérik a termékkulcsot a telepítés megkezdése előtt.
A Service Pack 3 telepíthető az Internet Explorer 6 vagy 7-et, illetve a Windows Media Player versions 9 fölötti bármelyik verzióját tartalmazó számítógépekre. A szervizcsomag nem frissíti fel az Internet Explorert 7-es vagy újabb, sem a Windows Media Playert 11-es vagy újabb változatokra. Bár az operációs rendszerek szervizcsomagjai a Microsoftnál eddig mindig kumulatívak (az összes eddigi szervizcsomagot tartalmazók) voltak, az SP3-at kizárólag olyan számítógépekre lehet telepíteni, amikre legalább a Windows XP 1-es szervizcsomagja fel lett telepítve. Természetesen lehetséges az SP3-at az XP média telepítőfájljaiba integrálni (slipstreamelni) – akár az SP2-es, SP1-essel integrált, akár az eredeti RTM változat telepítőfájljaiba. Az SP3 slipstreamelése a Windows XP Media Center Edition 2005-be nem támogatott.
A Service Pack 3 nem tartalmaz frissítéseket a Windows XP Media Center Edition (MCE) és a Windows XP Tablet PC Edition rendszerkomponenseihez, sem a Windows XP SKU-iban szereplő .NET Framework 1.0 és 1.1 verziókhoz. Az SP3 szintén nem tartalmaz biztonsági frissítéseket a Windows Media Player 10-hez, bár a lejátszót tartalmazza a Windows XP MCE 2005.

## Kritikák
A Rendszer visszaállítása funkció a partíciók 12%-át foglalja le, a lomtár a 10%-át, az ideiglenesen letöltött internetfájlok kb. az 5%-át, és nincs beállított felső határ, így egy 100 GB-os merevlemezen akár 25 GB helyet is elfoglalhat a rendszer.
A rendszer automatikusan bekapcsol olyan védelmi funkciókat (például tűzfal), melyről a felhasználót nem tájékoztatja, és ezzel több nehezen orvosolható hibát eredményezhet.
A Windows XP az automata hálózati beállítással hálózati forgalmat generál, így például kérés nélkül próbálkozik az internetszolgáltató kiszolgálóiban „módosításokat elvégezni” (dinamikus DNS), a tűzfalak által általában „támadásként” jelzett erőszakos megosztási és hálózatfelderítési csomagokkal terheli a helyi hálózatot (UPNP), és általánosan megnehezíti a hálózati és internetproblémák felderítését a számtalan gyári beállítás miatt. Ezen lehetőségeket lehetséges kikapcsolni, de ehhez már a rendszer alaposabb ismerete szükséges, amire pont a megcélzott réteg (a számítástechnikához nem értő felhasználó) nem képes.
Kínában 2009 novemberében felfüggesztették az operációs rendszer értékesítését: a kínai illetőségű Zhongyi Electronics szerzői jogi vitában áll a Microsofttal és a bíróság első fokon a helyi cég javára döntött.

## Terméktámogatásának vége
A Microsoft 2014. április 8-án megszüntette az operációs rendszer támogatását. Ez azt jelenti, hogy már nem bocsát ki biztonsági és stabilitási frissítéseket a patch-keddeken, ám ettől a rendszer még ugyanúgy használható. A Microsoft egyidejűleg úgy tervezte, hogy a Security Essentials vírusvédelmi rendszerük szintén nem kap frissítéseket, amennyiben XP-re van telepítve. Ezt később visszavonták, és még másfél évig (2015. július 14-ig) támogatták az elavult rendszer felhasználóit. Az életciklus lejártára a kínai kormány egy kéréssel fordult a Microsofthoz, hogy hosszabbítsák meg a terméktámogatást, hisz Kína az elmúlt időszakban 160 millió dollárt költött az állami gépeken futó XP-k legalizálására, és nem terveznek újabb beruházást. A Microsoft a váltás megkönnyítése érdekében minden oldalukra látogatót tájékoztatnak egy e célból létrehozott támogatási oldalon, illetve egy oldalon bárki informálódhat, hogy milyen operációs rendszert használ, és megtudhatja teendőit a váltás esetén. Az oldal címe: www.amirunningxp.com
- 2006. október 10-én megszűnt a Windows XP SP1 támogatása[25]
- 2010. július 13-án megszűnt a Windows XP SP2 támogatása[26]
- 2014. április 8-án megszűnt a Windows XP SP3 támogatása

Az életciklus lejárta közeledtével a végpontvédelmi alkalmazásokat gyártó cégek is rendre elkezdték bejelenteni az XP-n futó termékeik támogatásának végét. Ugyanezt nem tette meg mindegyik cég, a többség még legalább 2 évig (2016-ig) támogatta a rendszert. A felhasználó az AV-TEST weboldalán bármikor informálódhat a támogatás lejártáról.
Az alábbi felsorolásban a vírusirtócégek várható támogatási ideje látható, 2014 januárjához viszonyítva:
- Avast: 2016-ig támogatott
- AVG: 2016-ig támogatott
- Avira: 2015. április 8-án lejárt, már nem támogatott
- BitDefender: 2016 januárjában lejár, üzleti felhasználóknak 2017 januárjában fejeződik be a terméktámogatás
- Comodo: 2016-ig támogatott
- Emsisoft: legalább 2016 áprilisáig támogatott
- ESET: legalább 2017 áprilisáig támogatott
- F-Secure: 2016-ig támogatott
- G DATA: legalább 2016 áprilisáig támogatott
- Kaspersky: 2018-ig támogatott
- McAffe: 2016-ig támogatott
- Microsoft Security Essentials: 2015. július 14-én lejárt, már nem támogatott
- Panda: 2016-ig támogatott
- Sophos: a támogatás 2015. szeptember 30-án lejárt, már nem támogatott
- Symantec: nem tudni
- Norton: nem tudni
- Trend Micro: 2017. január 30-án lejár
- Vipre: 2015 áprilisáig volt támogatott
- Webroot: 2019 áprilisáig támogatott
- ZoneAlarm: legalább 2 évig támogatott

## Lásd még
- Microsoft Windows
- Grafikus felhasználói felület
- Operációs rendszerek listája
- Szoftver
- Windows XP-parancsok listája